# Ludovico Avio
Pour les articles homonymes, voir Avio.
Ludovico Avio, né le 15 mai 1932 à Pigüé en Argentine et mort le 23 juin 1996 à Mar del Plata, est un footballeur international argentin.

## Biographie

### Club
Il passe sa carrière exclusivement dans le championnat argentin dans les équipes d'Argentino de Quilmes de 1952 à 1954, avant de rejoindre le Quilmes AC puis le Vélez Sarsfield qu'il quitte en 1961. Il rejoint ensuite le Club Atlético All Boys avant de finir sa carrière en 1970 au San Lorenzo Mar del Plata.

### International
Du côté de la sélection argentine, il est surtout connu pour avoir participé à la Coupe du monde 1958 en Suède. Les Argentins sont éliminés au premier tour, mais Avio inscrit un but lors de la seule victoire argentine (3-1) contre l'Irlande du Nord.